# Cambridgea elongata
Cambridgea elongata är en spindelart som beskrevs av A. David Blest och Vink 2000. Cambridgea elongata ingår i släktet Cambridgea och familjen Stiphidiidae. Inga underarter finns listade.